# Minigame
Minigame (tạm dịch: trò chơi ngắn, còn đọc là mini-game hay mini game và đôi lúc được gọi là subgame) là một video game ngắn thường được chứa trong một video game và đôi khi trong phần mềm ứng dụng hoặc trên một màn hình hiển thị của bất kỳ hình dạng phần cứng nào. Một minigame luôn luôn nhỏ hơn hoặc đơn giản hơn so với game chứa đựng nó. Minigame đôi khi cũng được cung cấp riêng rẽ miễn phí để quảng bá cho trò chơi chính. Ví dụ, các minigame Pokémon Stadium chỉ gồm việc nhấn một vài nút trong khoảng thời gian cụ thể với chút phiền phức. Một số minigame cũng có thể là các màn thưởng thêm hoặc các màn chơi bí mật.

## Đặc điểm
Minigame xuất hiện rất khác nhau như các tính năng lối chơi hoặc như những chỗ lấp thời gian khi đang nạp màn chơi, hoặc như quả trứng Phục Sinh ngay cả trong những non video game ví dụ một trò chơi giống DOOM hay mô phỏng máy bay trong các phiên bản khác nhau của Microsoft Excel. Trong trường hợp sau, chúng thường được gọi là "trò chơi bí mật". Trong trường hợp trước đây, thành công trọn vẹn của minigame đó có thể hoặc không cần phải hoàn thành game đang chứa. Chúng thường gồm cả nội dung bổ sung chỉ dùng khi cốt truyện chính hoàn thành. Minigame cũng xuất hiện trên các hình thức khác của phần cứng ví dụ như trên một màn hình ma trận điểm của một máy pinball hoặc thậm chí là chỗ lấp thời gian trên một đèn giao thông ví dụ như StreetPong.

### Minigame tích hợp
Một số trò chơi, chẳng hạn như dòng WarioWare (được gọi là những microgame trong game), Video Action của Universal Research Laboratories, một số Cinemaware như Defender of the Crown, Lazy Jones của David Whittaker hoặc châm biếm điện thoại thông minh Phone Story được tạo nên từ nhiều minigame tích hợp thành một video game. Một số trò chơi tương tự, chẳng hạn như dòng Mario Party của Nintendo, được coi là trò chơi tiệc tùng, đặc biệt được phát triển dành cho mục chơi nhiều người. Trong trò chơi tiệc tùng, minigame  thường liên quan đến việc thực hiện một hoạt động nhanh hơn hoặc thu thập thêm một vật phẩm trội hơn những người chơi khác để giành chiến thắng. InAppFuel Lưu trữ ngày 16 tháng 6 năm 2021 tại Wayback Machine đã tạo ra một minigame SDK cho phép các nhà xuất bản game di động gắn thêm các minigame như các suất và tách vào những game riêng của họ.

## Ví dụ tiêu biểu
Tựa game The Legend of Zelda có chứa nhiều minigame trong mỗi phiên bản, thường có giải thưởng như Pieces of Heart (tăng thanh máu của Link), Rupees (tiền tệ của trò chơi) và nâng cấp (bao đựng tên, túi da, v.v...). Dòng Final Fantasy đáng chú ý vì tính năng minigame trong tất cả các mục của loạt game này, kể từ khi ra mắt bản Final Fantasy đầu tiên (1987), trong đó một câu đố trượt trong hình dạng của một quả trứng Phục sinh có thể được mở khóa trong khi lên tàu. Trong Final Fantasy II (1988), một trò thi đấu có thể được mở khóa khi đang đi xe trượt tuyết và  phải đáp ứng một số yêu cầu nhất định. Sau này trong Final Fantasy VII (1997) là trò chơi đầu tiên chứa đựng trong đó ít nhất ba mươi minigame, vẫn được coi là số lượng minigame lớn nhất cho một game nhập vai. Tựa game máy tính Chronomaster còn có những minigame giải đố tương tự rất quan trọng tới cốt truyện.
Một số minigame trở nên nổi tiếng mà cuối cùng cũng được phát hành như những tựa game cá nhân riêng biệt. Ví dụ đáng chú ý là Geometry Wars mà lúc đầu chỉ là một minigame trong Project Gotham Racing 2 và Arcomage, một minigame tương đối phức tạp làm nhớ lại Magic: The Gathering, lần đầu được giới thiệu trong Might and Magic VII: For Blood and Honor. PocketStation (cho Sony PlayStation) và VMU (cho Dreamcast) là những phụ kiện cho phép người dùng tải minigame từ hệ máy console chính vào thiết bị bỏ túi và sau đó thường đồng bộ phát triển trong minigame trở lại với console. Hai ví dụ về điều này bao gồm minigame Chocobo World trong Final Fantasy VIII (còn có thể chơi trên bản PC) và 'Chao Adventure', một minigame trong Sonic Adventure.
Tựa game tabletop Mansions of Madness cũng có tính năng minigame dưới dạng các câu đố đơn giản. Dòng game Street Fighter của Capcom có chứa hai minigame như các màn thưởng thêm, đáng chú ý nhất là trong Street Fighter II, Street Fighter III và Street Fighter IV, sau khi chiến thắng trận đấu với một nhân vật do người chơi điều khiển.

## Danh sách minigame

### Console đời thứ 5 (Nintendo 64/ PlayStation)
- Ape Escape: Galaxy Monkey (a shoot 'em up), Ski Kidz Racing & Specter Boxing.
- Crash Bash: Tập hợp các minigame.
- Digimon World: Thu thập các thẻ bài, cũng như một số minigame trong cửa hàng.
- Mario Party: Tập hợp các minigame.
- Metal Gear Solid: Một số nhiệm vụ mục Virtual Reality (thực tế ảo) có thể chơi được.
  - Metal Gear Solid: VR Missions: Tập hợp có hơn 300 nhiệm vụ.
- Syphon Filter 3: Assassinate, Eliminate, Demolition, Thief, Biathlon
- Tekken 1: Galaga
- Tekken 3: Tekken Force, Tekken Ball

### Console đời thứ 6 (Dreamcast/ GameCube/ PlayStation 2/ Xbox)
- Animal Crossing:Around twenty Nintendo Entertainment System games are available.
- Ape Escape 2: Dance Monkey, Dance!, Monkey Climber & Monkey Soccer
- Ape Escape 3: Mesal Gear (Mesaru Gear) Solid, Monkey Throw Stadium (Ape Olympic) và Utlim-ape Fighter (Sarutimate Fighting)
- Ape Escape: Pumped & Primed: Tập hợp các minigame.
- Death By Degrees: Honeycomb Lock
- EyeToy: Monkey Mania:  Tập hợp 50 minigame.
- Fable: The Lost Chapter: Chicken Kicking Competition.
- Final Fantasy X: Blitzball
- Final Fantasy X-2: Sphere Break
- Final Fantasy XII: Tựa minigame Fishing có thể được chơi trong làng South Bank của khu Dalmasca Estersand.
- FlatOut 2: Nhiều minigame đó bao gồm đẩy người lái xe qua kính chắn gió để hoàn thành một mục tiêu, như gõ xuống những thùng bowling nhỏ.
- Grand Theft Auto 3: Nhiệm vụ RC Toyz (một chiếc Van có thể mở khóa một trò mini-game điên cuồng  liên quan đến một chiếc xe RC với một quả bom gắn liền với nó)
- Grand Theft Auto: San Andreas: Numerous Nhiều minigame có sẵn, bao gồm bóng rổ, bơi lội, thách đấu dựa trên nhịp điệu (nhảy múa và 'lắc' lowriders với thủy lực), và một cỗ máy video game để tỏ lòng tôn kính với các trò chơi arcade cổ điển. Ngoài ra, có các trò chơi casino nói trên và phương pháp đánh bạc, chẳng hạn như cá cược đua ngựa ảo.
- Kingdom Hearts: Dueling Riku, Racing Riku, Phil's Training, Jungle Slider và Vine Swinging.
- Kingdom Hearts 2: Skateboard, Phil's Training, Magic Carpet, Chasm of Challenges, Gift Wrapping, Light Cycle, v.v...
- Metal Gear Solid 2: Substance: Skateboarding mode.
- Metal Gear Solid 3: Snake Eater: Snake's Nightmare (thông qua cốt truyện), Snake Vs. Monkey mode (dựa trên sê-ri Ape Escape).
- Persona 4: Câu cá.
- Shenmue: Nhiều minigame có sẵn, bao gồm Forklift, đua motorcycle, chiến đấu cản đường, đuổi theo các con hẻm đông đúc, phiên bản acarde game đầy đủ của Sega Space Harrier và Hang-On, trò chơi phi tiêu và những trận chiến nối tiếp.
- Silent Hill 2: Director's Cut: Trò minigame Born from a Wish bao gồm việc điều khiển Maria ngay trước khi cô và James gặp nhau tại Silent Hill.
- Sly 3: Honor Among Thieves: Biplane Duel, Cops and Robbers, Galleon Duel và Hackathon.
- Sonic Shuffle: Tập hợp các minigame.
- Tekken Tag Tournament: Tekken Bowl mode.
- Tekken 4: Tekken Force mode.
- Tekken 5: StarBlade (intro), mục Devil Within và phiên bản arcade của Tekken 1, Tekken 2 & Tekken 3.
- Time Crisis 2: clay pigeon shooting mode (including a port of Namco's Shoot Away II light gun clay shooting arcade game) and Quick & Crash

### Console đời thứ 7 (PlayStation 3/ Wii/ Xbox 360)
- Fallout 3: Reign of Grelok, một trò phiêu lưu bằng chữ nhỏ chỉ có một vài trang dài.
- Final Fantasy XIII: Pulse Armament
- Final Fantasy XIII-2: Brain Blast, Chocobo Racing, Serendipity's Slot Machine.
- Grand Theft Auto IV: Bowling...
- Grand Theft Auto V: Tennis, Golf, v.v...
- LEGO Star Wars III: The Clone Wars: có một trò mini game trong màn đầu liên quan đến Indiana Jones.
- Metal Gear Solid 4: On the Act 4 (Twin Suns), Heliport Level trong Metal Gear Solid 1 có thể chơi được.
- Red Dead Redemption: Poker, Liar's Dice, Five Finger Fillet và Blackjack có thể chơi quanh phía tây.
- Sly Collection: Bentley RC Race, Guru Dart Shooter, Interpol Target Practice và Treasure Snagging.
- Sonic and the Secret Rings: trong mục chơi theo nhóm.
- Tekken 6: Scenario Campaign mode.
- Wii Play: Tập hợp các minigame.
- Yakuza 3: Boxcelios Arcade Game, UFO Catcher
- Yakuza 4: 23 minigame, gồm bida, karaoke, and bowling.
- Yakuza 5: Bowling, etc.
- Yakuza: Dead Souls: Pachislot, etc.

### Console đời thứ 8 (Wii U)
- Tekken Tag Tournament 2: Wii U Edition: Tekken Ball

### Hệ máy cầm tay đời thứ 6 (Game Boy Advance)
- Tron 2.0: Killer App: chứa đầy đủ các game arcade Tron và Discs of Tron.
- Mario Party Advance: Tập hợp các minigame.

### Hệ máy cầm tay đời thứ 7 (Nintendo DS/ PlayStation Portable)
- Ape Escape: on the Loose: Ape Ping Pong, Jake Attacks, Specter Boxing và Ski Kidz Racing.
- Ape Escape Academy: Tập hợp các minigame.
- Ape Academy 2: Tập hợp các minigame.
- Feel the Magic: XY/XX: Tập hợp các minigame.
- Kingdom Hearts 358/2 Days: Beginner's Training, Practical Application, Champ's Challenge, Games, Grandstander.
- Kingdom Hearts Birth By Sleep: Rumble Racing, Command Board, Ice Cream Beat, Fruitfall, etc.
- Mario Party DS: Tập hợp các minigame.
- Tekken 5: Dark Resurrection: Tekken Bowl.
- The Rub Rabbits!: Tập hợp các minigame.

### Hệ máy cầm tay đời thứ 8 (Nintendo 3DS/ PlayStation Vita)
- Persona 4 Golden: Enhanced fishing, quiz.
- Tekken 3D: Prime Edition: Tekken Cards
- Mario Party: Island Tour: Tập hợp các minigame.

### Điện thoại di động đời thứ 9 (iOS/ Android)
- InAppFuel: Tập hợp SDK các minigame.